# 夏天的尾巴
《夏天的尾巴》是2007年上映的一部台灣電影，導演為鄭文堂，全片在台南拍攝，劇情描述因心臟病而需休學的張家月和他的朋友發生的小故事。

## 主要演員
| 角色   | 演員   | 香港配音 | 介紹 |
| ------ | ------ | -------- | ---- |
| 張家月 | 鄭宜農 | 劉惠雲   |      |
| 陳懷鈞 | 張睿家 | 何承駿   |      |
| 不破朗 | 藤岡靛 | 張裕東   |      |
| 林雯莉 | 林涵   | 羅杏芝   |      |
| 徐以唯 | 柯奐如 | 曾佩儀   |      |
| 月媽   | 陸弈靜 | 蔡惠萍   |      |
| 阿嬤   | 李秀   | 袁淑珍   |      |
| 草哥   | 姚小民 | 關令翹   |      |
| 小偉   | 陳智楷 | 雷碧娜   |      |
| 偉父   | 溫昇豪 | 梁志達   |      |

## 外部連結
- Yahoo奇摩電影上《夏天的尾巴》的資料（繁體中文）
- MSN娛樂上《夏天的尾巴》的資料（繁體中文）

- 開眼電影網上《夏天的尾巴》的資料（繁體中文）
- 豆瓣电影上《夏天的尾巴》的資料 （简体中文）
- 时光网上《夏天的尾巴》的資料（简体中文）
- AllMovie上《夏天的尾巴》的资料（英文）
- 爛番茄上《夏天的尾巴》的資料（英文）
- 香港影庫上《夏天的尾巴》的資料（繁體中文）
- 互联网电影数据库（IMDb）上《夏天的尾巴》的资料（英文）